# 812
| [ Edytuj tabelę ]          |                                                         |
| Hrabia Aragonii            | - 809 Aznar I 839                                       |
| Król Asturii               | - 791 Alfons II 842                                     |
| Hrabia Barcelony           | - 801 Berà 820                                          |
| Cesarz Bizancjum           | - 811 Michał I Rangabe 813                              |
| Chan Bułgarii              | - 803 Krum 814                                          |
| Cesarz Chin                | - 806 Tang Xianzong 820                                 |
| Król Essexu                | - 798 Sigered 812                                       |
| Król Franków               | - 768 Karol Wielki 814 - 781 Ludwik I Pobożny 814       |
| Cesarz Japonii             | - 809 Saga 823                                          |
| Władca Jutlandii           | - 810 Hemming 812 - 811 Anulo 812 - 812 Harald Klak 827 |
| Kalif                      | - 809 Al-Amin 813                                       |
| Król Khmerów               | - 802 Dżajawarman II 850                                |
| Patriarcha Konstantynopola | - 806 Nicefor I 815                                     |
| Król Mercji                | - 796 Cenwulf 821                                       |
| Król Nortumbrii            | - 808 Eanred 840                                        |
| Książę Obodrzyców          | - 809 Sławomir 819                                      |
| Papież                     | - 795 Leon III 816                                      |
| Cesarz rzymski             | - 800 Karol Wielki 814                                  |
| Doża Wenecji               | - 809 Angelo Partecipazio 827                           |

Rok 812 / DCCCXII
stulecia: VIII wiek ~
IX wiek ~
X wiek

lata: 802 «
807 «
808 «
809 «
810 «
811 «
812
» 813
» 814
» 815
» 816
» 817
» 822

## Wydarzenia
- Europa
  - Karol Wielki zawarł z Bizancjum traktat pokojowy w Akwizgranie
  - utrata przez Cesarstwo Bizantyjskie Mesembrii
  - zdobycie bizantyjskiej twierdzy Dewelt przez chana bułgarskiego Kruma

## Zmarli
- 11 stycznia - odsunięty od władzy cesarz bizantyjski Staurakios
- ? - Hemming